# Zootelma
Ein Zootelma (auch Zootelmal, von altgriechisch ζῷον zoon, „Lebewesen, Tier“ und τέλμα telma, „Pfütze“) ist ein Kleinstgewässer, das sich auf einem Tier befindet und den Lebensraum für andere, meist mikroskopisch kleine Lebewesen bildet. Wie bei den Phytotelmata, das sind Kleinstgewässer in Hohlräumen von Pflanzen, bildet sich eine Biozönose von Wasserorganismen aus, deren Arten meist nur in diesem Lebensraum vorkommen. Diese Lebensgemeinschaft wird Zootelmos genannt.

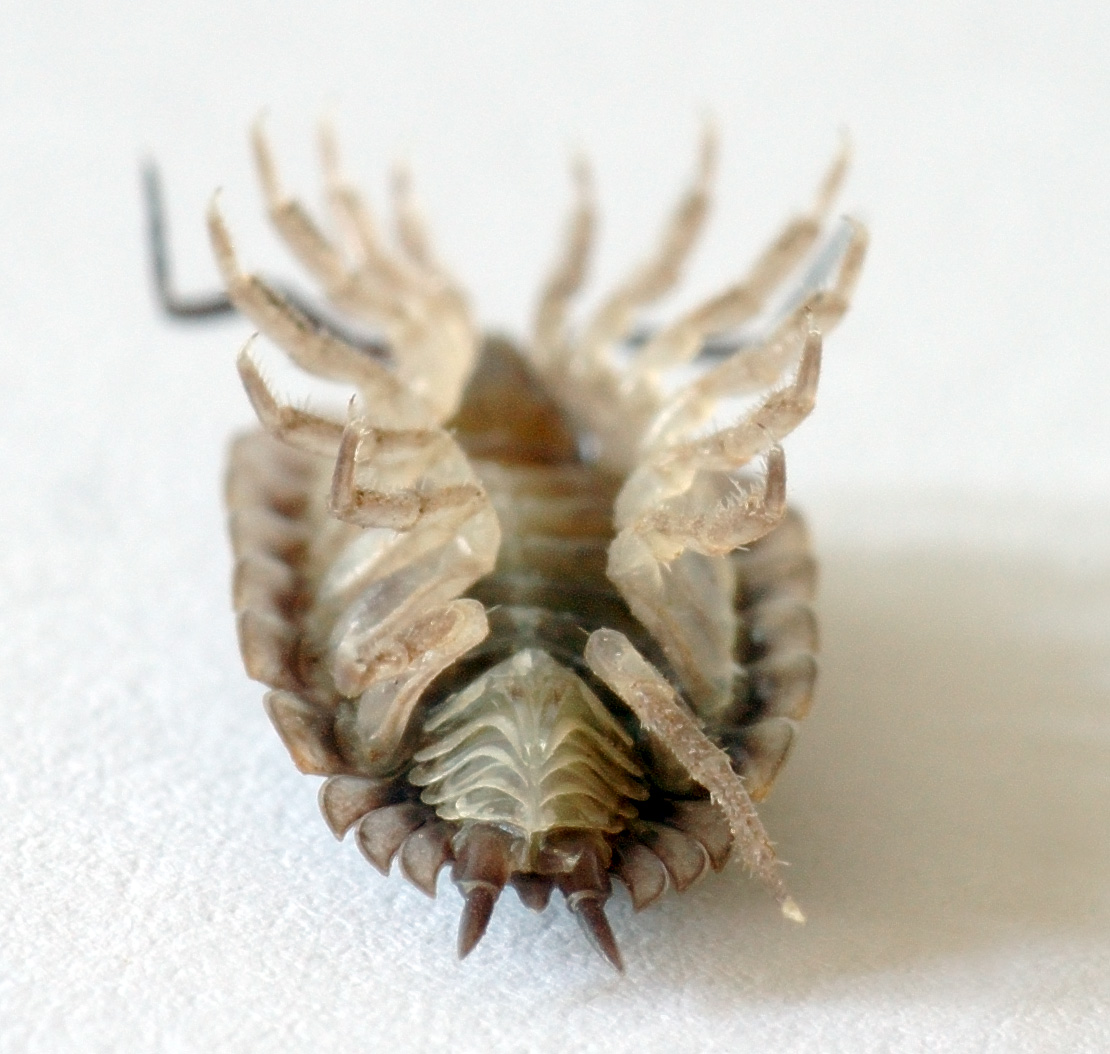
Mauerassel mit den abgeflachten Pleopoden auf der Bauchseite des Hinterleibs, die als „Kiemenbeine“ dienen

Ein gut untersuchtes Beispiel sind die Kiemenkammern der Landasseln, die sich im Hinterleib der Asseln befinden und stets mit Wasser versorgt werden. Hier hat sich eine spezielle Kiemenfauna entwickelt, die aus Fadenwürmern (Nematoda) der Gattung Matthesonema, Rotatorien der Gattung Mniobia und verschiedenen freischwimmenden oder festsitzenden Wimpertierchen, z. B. der Gattung Ballodora bestehen kann. Die Ahnenformen dieser Tiere stammen ursprünglich teilweise aus dem Meer und teilweise aus dem Boden terrestrischer Lebensräume. Sie haben sich für die Lebensweise in den Kiemenkammern der landlebenden Asseln spezialisiert. Während der Häutung der Wirtstiere verlassen sie die abgestoßene Cuticula des Kiemenraums und schwimmen in den neu gebildeten Kiemenraum. Die festsitzenden Wimpertierchen müssen dazu Schwärmerstadien ausbilden.
Ein weiteres Beispiel für ein Zootelma ist der Kuckucksspeichel von Schaumzikaden, in dem Ciliaten leben.